# Nhạc đỏ
Nhạc đỏ, tức nhạc cách mạng Việt Nam, là một dòng của tân nhạc Việt Nam gồm những bài hát được hình thành và phát triển trong thời kỳ Việt Nam Dân chủ Cộng hoà trong Chiến tranh Đông Dương, và ở miền Bắc Việt Nam và vùng của Mặt trận Giải phóng ở miền Nam Việt Nam trong thời kỳ Chiến tranh Việt Nam. Nó tiếp tục tồn tại và phát triển sau năm 1975 khi Việt Nam thống nhất. Khái niệm "nhạc đỏ" chỉ hay dùng trong nhân dân (để phân biệt với "nhạc xanh", "nhạc vàng"...) và chỉ có từ khoảng đầu thập niên 1990 trở đi theo sự "phân màu" cho âm nhạc của nhạc sĩ Trần Hoàn, còn các văn bản nhà nước gọi đây là nhạc cách mạng, nhạc truyền thống hay nhạc chính thống. Tuy nhiên biểu tượng của cách mạng trong quang phổ chính trị là màu đỏ, nên gọi nhạc đỏ cũng như nhạc cách mạng vậy.
Theo Jason Gibbs, thì các bài hát cách mạng mà ban đầu là nhạc hùng Pháp, hay bài Quốc tế ca dịch sang tiếng Việt, cùng với bài "Cùng nhau đi hồng binh" (Đinh Nhu) là các bài hát đầu tiên của Tân nhạc Việt Nam.
Cụm từ "nhạc đỏ" xuất hiện trong dân chúng giữa thập niên 1990 khi có phong trào phổ biến các bài hát cách mạng qua các băng video, cassette, tức được thương mại hóa (trước đó gần như chỉ phát trên phát thanh, truyền hình và biểu diễn trực tiếp). Cụm từ "nhạc đỏ" được phổ biến theo sự phân loại màu sắc âm nhạc của nhạc sĩ Trần Hoàn khi còn là Bộ trưởng Bộ Văn hóa Thông tin với sự đề xuất của nhạc sĩ Phạm Tuyên trong thập niên 1990. Theo đó, âm nhạc được phân loại theo "màu sắc", màu đỏ (nhạc đỏ, hồng ca) được ghép cho nhạc cách mạng, nhạc chiến tranh quân sự và nhạc đoàn đội, hùng ca, tỉnh ca, nhạc phong trào Thanh Niên Xung Phong, những bài hát có màu sắc chính trị cách mạng. Màu đỏ với hàm ý tích cực, tượng trưng cho sự tươi sáng và lòng nhiệt huyết tuổi trẻ hăng hái góp sức, xây dựng, cống hiến sức lực và tuổi thanh xuân cho quốc gia dân tộc và cộng đồng xã hội. Màu vàng tượng trưng cho sự vàng úa, khô héo, ru ngủ với hàm ý tiêu cực cho các bài hát tình cảm buồn có nội dung chua cay, chia ly, ngăn cách, bi quan yếm thế. Năm 1997, làng nhạc Việt có thêm một "màu nhạc" nữa được nhiều người gọi là nhạc xanh để chỉ các bài hát nhạc trẻ, nhạc trữ tình tươi sáng có nhạc điệu và nội dung sáng sủa, lạc quan tích cực. Từ đó ra đời giải thưởng Làn Sóng Xanh và một loạt các ca sĩ nổi tiếng với dòng nhạc này. Tuy vậy, sự phân loại màu nhạc chưa bao giờ có sự thống nhất trong cộng đồng, do đó hiện nay cách gọi truyền thống phổ biến cho dòng nhạc này vẫn là nhạc cách mạng, trên các văn bản chính thức là nhạc truyền thống cách mạng thay vì cách gọi "nhạc đỏ" như những năm 1990.
Các ca khúc nhạc đỏ thường để cổ vũ tinh thần chiến đấu của chiến sĩ, phục vụ kháng chiến, truyền đạt những chính sách của nhà nước, khuyến khích tình yêu lý tưởng cộng sản, lý tưởng xã hội chủ nghĩa, và những bài hát trữ tình cách mạng, thể hiện tình yêu quê hương đất nước hoặc cổ vũ lao động, xây dựng, tinh thần lạc quan, yêu đời, cống hiến và có tính cộng đồng. Các ca khúc nhạc đỏ thường ít tính hiện thực hóa mà mang tính lý tưởng hóa hay lãng mạn hóa cao, nhưng khác với các ca khúc thời tiền chiến có tính lãng mạn tách rời đời sống, thường không có không gian hoặc thời gian cụ thể, nhạc đỏ đặt tính lãng mạn, lý tưởng hóa gắn với cuộc sống xã hội, có không gian và thời gian cụ thể, và thực tế hóa.
Các bài hát nhạc đỏ phần lớn thuộc dòng thính phòng, được hát bởi các giọng tenor và soprano, dàn hợp xướng, và âm hưởng dân ca, giai điệu phức tạp nhưng lời nhiều bài bình dị đi vào quần chúng số đông. Không kể các bài hành khúc, tổ khúc, hợp xướng thường hát tốp ca hay hợp xướng, phần lớn các bài nhạc đỏ hát bằng giọng trưởng quãng âm cao và rộng, sáng, đôi khi kèm hợp xướng. Nhạc đỏ thường theo điệu March (hành khúc), Valse, Slow Waltz hay Boston, Slow Ballad, Slow Surf, Blues, đến Chachacha, Disco, một số là các trường ca giai điệu phức tạp. Tính cách mạng còn thể hiện trong nhiều tác phẩm khí nhạc hay nhạc viết cho trẻ em.
Nhạc đỏ đa số là hành khúc, có tính chất quần chúng cao, bên cạnh đó có nhiều sáng tác nghiêng về chất cổ điển có thể chơi với dàn nhạc giao hưởng, và các sáng tác có tính chất nhạc nhẹ, và tính chất dân gian. Từ cuối thập niên 1970 Nhà nước mới cho sáng tác nhạc nhẹ sau một thời gian bị cấm và các sáng tác nhạc nhẹ ban đầu gọi là các ca khúc chính trị, cũng là một phần nhạc đỏ hiểu theo cách hiểu đại chúng. Lối hát Bel Canto rất phổ biến khi nhiều bài hát hay có các quãng cao, rộng.
Nhạc đỏ cùng với nhạc dân ca, truyền thống, opera nhạc kịch và nhạc giao hưởng là những thể loại âm nhạc duy nhất được phát trên đài phát thanh Việt Nam từ 1954-1975 ở miền Bắc. Nhạc giao hưởng chủ yếu là phát tác phẩm của các tác giả Liên Xô như Sergei Taneyev, Shostakovich, Prokofiev, Myaskovsky, Rodion Shchedrin, Tchaikovsky, Mikhail Glinka, cùng các tác giả cổ điển như Beethoven, Chopin, Mozart...Tuy không có chủ trương kiểm duyệt công khai, nhưng âm nhạc thời kỳ trước 1975 tại miền Bắc và nhạc đỏ có sự định hướng, chỉ đạo và kiểm soát của lãnh đạo và nhà nước. Với mong muốn tiến nhanh tiến mạnh lên XHCN thời trước Đổi mới, nên các bài nhạc đỏ thường có tính cách mạng, tính chiến đấu cao về mặt tư tưởng, thoát ly khỏi tư tưởng chủ nghĩa cá nhân. Các bài nhạc đỏ thường thể hiện tính cộng đồng rất cao, và theo hướng lành mạnh hóa văn hóa tư tưởng. Khác với các dòng nhạc khác thường khai thác tình yêu cá nhân là chủ đạo, mà xã hội hay thiên nhiên chỉ làm nền hay mang tính minh họa, nhạc đỏ không có tình yêu cá nhân tách rời xã hội. Tình yêu cá nhân phải gắn bó với tình yêu quê hương, đất nước, cộng đồng, thậm chí mở lòng ra cả nhân loại, gắn với chiến đấu, lao động, học tập, công tác, và chỉ có tình yêu chung thủy, đợi chờ, tình cảm không bị chi phối bởi vật chất được nhắc tới nhiều, không có thất tình, cô đơn, yếu đuối. Các ca khúc nhạc đỏ thường rất chặt chẽ về tư tưởng, ít mô tả cái Tôi cá nhân, cho dù nó thể hiện tư tưởng rất cao thượng và rộng lớn. Âm nhạc không chịu sự chi phối của thị trường, tiền bạc, không theo cung cầu, do đó hạn chế các ca khúc thị trường sáng tác theo thị hiếu (nở rộ miền Nam trước 1975 và sau Đổi mới). Nhưng mặt khác kiểm soát chặt cũng hạn chế sáng tạo của các nhạc sĩ, và các tư tưởng lớn thường nhân dân không nắm bắt kịp, ít chạm được tới quần chúng bình dân, và sau thời Đổi mới, tâm lý xã hội có nhiều chuyển biến, các ca khúc nhạc đỏ xét về tư tưởng càng thể hiện tính lý tưởng hóa. Sau Đổi mới, xuất hiện nhiều bài hát xã hội, kể cả phê phán thói hư tật xấu của xã hội, các tệ nạn nhưng chưa nhiều và chưa có những tác phẩm lớn có giá trị cao.
Một số nhạc sĩ nhạc đỏ tiêu biểu như Dương Minh Viên, Lưu Hữu Phước, Đỗ Nhuận, Nguyễn Xuân Khoát, Phạm Duy, Văn Cao, Tô Hải, Nguyễn Văn Tý, Phạm Tuyên, Huy Du, Hoàng Việt, Hoàng Vân, Phan Huỳnh Điểu, Diệp Minh Tuyền, Chu Minh, Hoàng Hiệp, Hoàng Hà, Trần Kiết Tường, Nguyên Nhung, Lư Nhất Vũ, Trần Long Ẩn, Phạm Minh Tuấn, Văn Chung, Xuân Hồng, Thuận Yến, Trần Hoàn, Nguyễn Đức Toàn, Nguyễn Văn Thương,... đều đã được nhà nước trao tặng Giải thưởng Hồ Chí Minh, Giải thưởng Nhà nước.
Những ca sĩ nổi tiếng của nhạc đỏ (cũng thường là các ca sĩ dòng thính phòng, opera) có thể kể đến như: Quốc Hương, Thương Huyền, Mai Khanh, Trần Khánh, Trần Thụ, Trần Chất, Khánh Vân, Văn Hanh, Hồ Mộ La, Tân Nhân, Lê Hằng, Trung Kiên, Quý Dương, Trần Hiếu, Kiều Hưng, Tường Vi, Thúy Huyền, Hữu Nội, Kim Nhớ, Tâm Trừng, Thanh Huyền, Bích Liên, Tuyết Thanh, Kim Ngọc, Diệu Thúy, Mỹ Bình, Thu Phương, Tuyết Nhung, Vũ Dậu, Phan Huấn, Dương Minh Đức, Quang Thọ, Doãn Tần, Tô Lan Phương, Thúy Hà, Thanh Hoa, Tiến Thành, Lê Dung, Quang Huy, Thu Hiền, Trung Đức, Tuấn Phong, Quang Lý, Bích Việt, Phan Muôn, Tạ Minh Tâm, Rơ Chăm Phiang, Thái Bảo, Trọng Tấn, Đăng Dương, Việt Hoàn, Quang Hưng, Phạm Phương Thảo, Mạnh Dũng, Thanh Thúy, Cao Minh, Anh Thơ, Lan Anh, Tân Nhàn... Do nhạc đỏ nhiều bài rất nhiều người hát kể cả các ca sĩ không chuyên dòng nhạc này, nên trừ số rất ít, mỗi ca sĩ nổi bật ở một vài bài, hầu hết các ca sĩ trên đều đã được nhà nước phong tặng danh hiệu Nghệ sĩ nhân dân, Nghệ sĩ ưu tú, Nhà giáo ưu tú.
Giống như các nhạc sĩ và nhạc công của miền Bắc trong thời kỳ này, họ chủ yếu được đào tạo ở nhạc viện trong nước và các nhạc viện thuộc Liên Xô và các nước Đông Âu.
Trước 1945 cũng có những ca khúc vẫn được xếp vào dòng nhạc đỏ như bài Cùng nhau đi Hồng binh của Đinh Nhu, một số bài hát của Đỗ Nhuận, Lưu Hữu Phước... Nhưng phải đến khi xảy ra cuộc chiến tranh Việt - Pháp, nhiều nhạc sĩ lãng mạn đi theo kháng chiến sáng tác những ca khúc mới thì nhạc đỏ mới thực sự hình thành.

## Giai đoạn1945-1954
Đây là giai đoạn khởi đầu của dòng tân nhạc cách mạng, tuy vậy những tác phẩm ưu tú nhất cũng đã xuất hiện trong thời kì này. 2 nhóm sáng tác có ảnh hưởng mạnh mẽ đầu tiên phải kể đến là Nhóm Tổng Hội Sinh Viên do Lưu Hữu Phước sáng lập và Nhóm Đồng Vọng do Hoàng Quý sáng lập. 2 nhóm này quy tụ nhiều nhạc sĩ nổi danh đương thời như Văn Cao, Đỗ Nhuận, Canh Thân...
Tiếp đó là những nhạc sĩ tuy không gia nhập nhóm nào, nhưng đã theo kháng chiến và sáng tác nhạc phục vụ kháng chiến như Phạm Duy, Đoàn Chuẩn, Phạm Đình Chương, Tô Vũ, Tô Hải, Lê Trực (Hoàng Việt), Ngọc Bích...Và âm nhạc của giai đoạn này cũng đã chuyển biến theo hướng mới, ca khúc thường có nội dung sáng sủa, hùng mạnh hoặc bi tráng, gần gũi với hiện thực.
Nhạc sĩ sáng tác dồi dào và cũng gặt hái nhiều thành công nhất trong giai đoạn này là Phạm Duy với những ca khúc nhạc hùng, nhạc kêu gọi, chiêu hồi, hoặc là mang đậm chất dân ca và nói lên suy nghĩ của tầng lớp thanh niên đi kháng chiến, cũng như đi thẳng vào đời sống người dân trước cuộc chiến. Theo Hoàng Cầm, Phạm Duy là "số một" tại Việt Bắc lúc bấy giờ. Tuy vậy cũng chính Phạm Duy là người bị phê bình vì những ca khúc buồn, và cuối cùng là bị cách mạng cấm phổ biến sau khi ông rời bỏ chiến khu về thành.
Một số ca khúc tiêu biểu của thời kì này: Nhạc tuổi xanh, Đường về quê, Đường Lạng Sơn, Bên ni bên tê, Bà mẹ Gio Linh, Bao giờ anh lấy được đồn Tây, Về miền trung, Chiến sĩ vô danh, Nương chiều, Bông Lau rừng xanh pha máu, Việt Bắc, Xuất quân, Thanh niên ca... (Phạm Duy), Tiến quân ca, Bắc Sơn, Gò đống đa, Trường ca Sông Lô, Làng tôi, Chiến sĩ Việt Nam, Không quân Việt Nam... (Văn Cao), Du kích Ba Tơ (Dương Minh Viên), Du kích sông Thao (Đỗ Nhuận), Đoàn vệ quốc quân, Mùa đông binh sĩ (Phan Huỳnh Điểu), Lời người ra đi (Trần Hoàn), Hò kéo pháo (Hoàng Vân)...
Nhạc cách mạng vào giai đoạn này tuy đang đi vào lề lối cách mạng, nhưng vẫn còn mang những tình cảm lãng mạn của thời tiền chiến. Các nhạc sĩ thường sáng tác dựa trên tình yêu nước thương nòi, lấy chất liệu từ hiện thực, hơn là từ lý tưởng cách mạng. Cho đến khi các cuộc hội nghị quan trọng về văn nghệ vào năm 1949 và sau đó là Hội nghị Việt Bắc 1950, đưa ra chủ trương, khuôn khổ cho các nhạc sĩ sáng tác theo đường lối tư tưởng của Đảng, thì dòng nhạc cách mạng cũng chuẩn bị bước thay đổi rõ rệt. Nhiều nhạc sĩ nổi bật của phong trào do không chấp nhận thay đổi, đã rời bỏ kháng chiến như Phạm Duy, Ngọc Bích, Phạm Đình Chương... Đồng thời có những nhạc sĩ ở lại tiếp tục sáng tác như Hoàng Việt, Đỗ Nhuận, Tô Hải, Nguyễn Văn Tý..., cũng như một số nhạc sĩ trẻ đi theo kháng chiến từ năm 1946, bắt đầu sáng tác trong kháng chiến như Hoàng Vân, Hoàng Việt... những nhạc sĩ này sẽ trở thành những tác giả chủ lực của nền tân nhạc cách mạng ở giai đoạn tiếp theo, giai đoạn sau hiệp định Geneve.

## Giai đoạn1954-1975

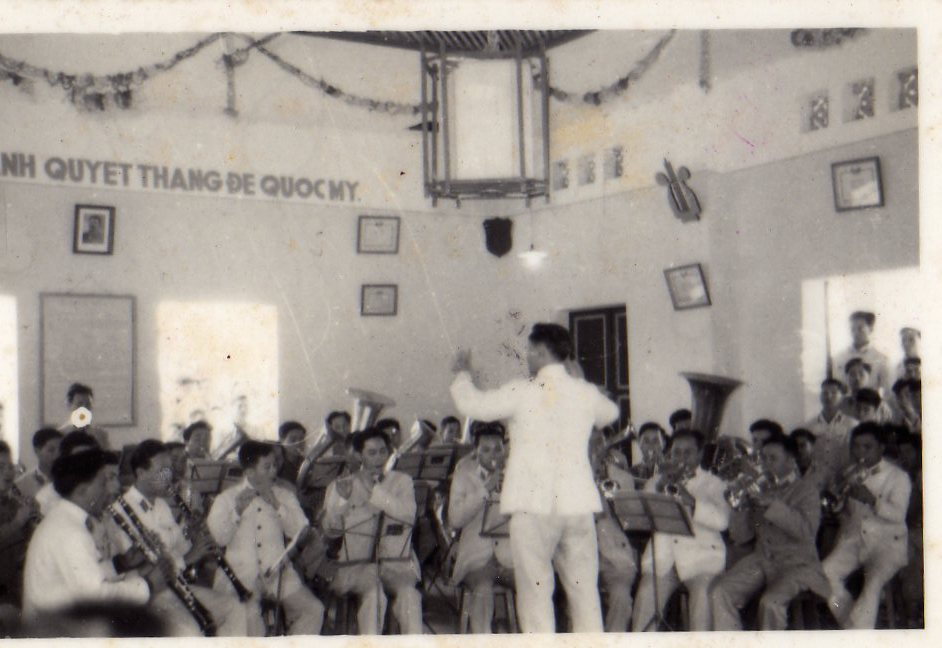
Đoàn quân nhạc chơi bài: Phất cờ nam tiến - Tết 1969 tại Hà Nội

Trong giai đoạn này, nhạc đỏ cùng với nhạc dân ca, truyền thống là những thể loại âm nhạc duy nhất phát thanh trên đài phát thanh Việt Nam ở miền bắc. Những bài dân ca cũng được cải biến hoặc viết thêm lời để truyền đạt các chính sách của nhà nước. Nhiều bài nhạc đỏ trong thời kỳ này còn tính đấu tranh rất cao với ca từ mạnh như Cô gái Sài Gòn đi tải đạn.
Về khí nhạc, các nhạc sĩ đi học khóa đầu ở Nhạc viện Trung ương Bắc Kinh, một số nghệ sĩ được đào tạo thời Pháp hoặc ở Pháp, và các lớp học sinh do Trường Âm nhạc quốc gia (sau này thành Nhạc Viện Hà Nội, rồi Học Viện Âm nhạc Quốc Gia Việt Nam) đã cho ra đời những dàn nhạc giao hưởng có kết hợp với nhạc cụ truyền thống tạo nên một nền âm nhạc chuyên nghiệp từ cuối những năm 1950. Bản thơ giao hưởng đầu tiên của Việt Nam, Thành đồng Tổ quốc, được Hoàng Vân cho ra đời vào năm 1960, sau đó tới bản giao hưởng Quê Hương của Hoàng Việt (1965). Những năm 1960 là bước khởi đầu cho thời hoàng kim của dòng nhạc đỏ với nhiều tác phẩm lớn cho hợp xướng, cho dàn nhạc giao hưởng, nhạc vũ kịch..., song song với một nền ca khúc rất phát triển.
Về sau có nhiều tác phẩm, đáng chú ý: "Việt Nam muôn năm" (hợp xướng với dàn nhạc giao hưởng), "Hồi tưởng" (hợp xướng với dàn nhạc giao hưởng), "Vượt núi" (hợp xướng)..., các bản độc tấu cho đàn bầu, flûte, oboë, saxophone, concerto cho piano, concertino cho violon (Hoàng Vân), "Miền nam quê hương ta ơi!" (Huy Du), "Trở về đất mẹ", "Tây Nguyên chiến thắng" (Nguyễn Văn Thương), Ra khơi (Tạ Phước), nhạc sĩ Đàm Linh có thanh xướng kịch Nguyễn Văn Trỗi, đại hợp xướng Trường ca Việt Nam (1970), thơ giao hưởng Những cánh bay (1970), thơ múa Những người đi săn (1972), Rhapsodie Bài ca chim ưng cho violon và dàn nhạc (1972), nhạc sĩ Nguyễn Thị Nhung các tác phẩm Đau thương và phẫn nộ, Quê mẹ, Vũ khúc (viết cho piano), hai thơ giao hưởng: Nữ anh hùng miền Nam và Khát vọng,... Các tác phẩm viết cho đàn bầu: Cung đàn đất nước (Xuân Khải), Vì miền Nam (Huy Thục), sáo trúc: Nhớ về Nam (Ngọc Phan - Nguyễn Văn Thương)...Bài ca bên cánh võng Nguyên Nhung

## Giai đoạn sau1975
Sau 1975, một số nhạc sĩ trong Phong trào Hát cho đồng bào tôi nghe như Tôn Thất Lập sau khi ra Bắc học ở Nhạc viện Hà Nội, cũng sáng tác một số bài hát có nội dung cổ vũ lao động, xây dựng, và cũng được xem là nhạc đỏ. Ngoài ra nhạc sĩ Trịnh Công Sơn cũng sáng tác một vài bài hát cổ động và phong trào thời kỳ này cũng được xem là nhạc đỏ.
Đến thời kỳ Đổi mới, những dòng nhạc khác được phép lưu hành song song, nhưng nhạc đỏ vẫn được ưu tiên nâng đỡ và lưu truyền tại các đoàn thể thanh niên, sinh viên, học sinh và tại các nhà hát, tụ điểm ca nhạc thuộc các đoàn thể trên hoặc của nhà nước. Những bài nhạc đỏ được phổ biến trong thời kỳ này ôn hòa hơn, không thể hiện tính chiến đấu và diệt địch nữa, mà thay vào đó là ca ngời tinh thần lao động, xây dựng đất nước.
Các nhạc sĩ trụ cột của dòng nhạc đỏ Việt Nam như Hoàng Vân, Phạm Tuyên, Hồ Bắc, Nguyên Nhung cùng các thế hệ đi tiếp sau như Phú Quang, Trần Tiến, Nguyễn Cường vẫn tiếp tục sáng tác các tác phẩm khí nhạc, hợp xướng và ca khúc.
Từ đầu thập niên 1980 nhạc đỏ bao gồm các tác phẩm nhạc nhẹ hay có phong cách nhạc nhẹ. Nhưng dòng có chất cổ điển vẫn là chủ đạo. Sang thập niên 2000 nhiều bài ca yêu nước mang phong cách nhạc trẻ của thế hệ nhạc sĩ trẻ, như Việt Nam ơi của Minh Beta, Những trái tim Việt Nam của Phương Uyên, Việt Nam trong tôi là của Yến Lê, Lá cờ của Tạ Quang Thắng, Sẽ chiến thắng- Việt Nam sẽ chiến thắng của Nguyễn Hải Phong, Chúng Tôi Là Công An Nhân Dân của Phạm Tiến Dũng...

## Chủ đề sáng tác
Nhạc đỏ gồm các chủ đề chính:
- Cổ vũ tinh thần chiến đấu của nhân dân và chiến sĩ vì khát vọng độc lập, hòa bình và thống nhất.
- Ca ngợi đảng Cộng sản Việt Nam, ca ngợi chủ tịch Hồ Chí Minh, các lãnh tụ, anh hùng, ca ngợi lý tưởng cộng sản.
- Thể hiện tính đấu tranh giai cấp theo lý tưởng cộng sản. [cần dẫn nguồn]
- Ca ngợi quê hương, đất nước, tình cảm gia đình, tình yêu đôi lứa trong sáng, liên kết tình cảm cá nhân và gia đình với tình yêu đất nước và nhiệm vụ bảo vệ, xây dựng đất nước, lý tưởng cộng sản.
- Ca ngợi tuổi trẻ, tinh thần lao động xây dựng đất nước trong thời chiến và trong thời kỳ bao cấp và đổi mới sau này.
- Ca ngợi tinh thần hòa đồng, nếp sống hướng về cộng đồng, lành mạnh, lạc quan, thay cho "Cái Tôi" mang tính ích kỷ cá nhân.
- Cổ vũ và truyền đạt những chính sách của Nhà nước Việt Nam.
- Ca ngợi phong trào đấu tranh giải phóng dân tộc ở các thuộc địa hay phong trào cánh tả trên thế giới
- Địa phương ca và ngành ca (các bài hát về các địa phương hay các ngành nghề cụ thể)

Tuy nhiên các chủ đề này không bao giờ tách bạch mà thường luôn gắn bó, liên quan đến nhau, đậm chất chính trị.

## Đặc điểm
Một số đặc điểm có thể nêu ra để giúp phân biệt với những dòng nhạc khác:
- Nhạc đỏ thường liên kết tình yêu đôi lứa, gia đình trong tình yêu đất nước, yêu lý tưởng cộng sản và nhiệm vụ bảo vệ, xây dựng đất nước.
- Thể hiện tính đấu tranh giai cấp hoặc phân biệt địch-ta và thể hiện tinh thần "ta thắng địch thua" rất rõ ràng. [cần dẫn nguồn]
- Luôn luôn thể hiện tinh thần lạc quan, ngay cả trong chiến tranh. Không có tinh thần chủ bại hoặc yếm thế. Có những bài nói về hòa bình, đau thương, phản đối chiến tranh như nhạc phản chiến hoặc thương đau, thất bại, chết chóc như những bài do phong trào "Du Ca Việt Nam" sáng tác hoặc nhạc vàng, có nói về tổn thất chiến tranh.
- Tại miền Bắc trong thời kỳ chiến tranh Việt Nam và trong cả nước kể từ sau 1975, nhạc đỏ cũng như các dòng nhạc khác chịu sự kiểm duyệt của cán bộ lãnh đạo do Đảng và Nhà nước chỉ định [cần dẫn nguồn]. Nhiều sáng tác theo định hướng của Nhà nước nhưng đa số ca khúc đều được sáng tác từ cảm hứng cá nhân của các tác giả. Ngược lại, nhạc đỏ lại bị cấm bởi chính quyền thực dân Pháp và Quốc gia Việt Nam trong thời kỳ trước 1954 (không phải tất cả), và ở miền Nam dưới thời Việt Nam Cộng hòa trong khoảng thời gian từ năm 1954-1975.
- Những bài tân nhạc Việt Nam được lưu hành ở miền Bắc trong thời kỳ 1954-1975, hầu hết là nhạc đỏ (nhạc tiền chiến bị cấm sau Phong trào Nhân văn - Giai phẩm).
- Ngoài ca khúc có tính đại chúng, dòng nhạc này nhiều tác phẩm được hàn lâm hóa với nhiều tác phẩm và thể loại lớn dành cho dàn nhạc giao hưởng, hợp xướng cổ điển.
- Yếu tố âm nhạc dân tộc cũng được sưu tầm, ứng dụng vào sáng tác âm nhạc đương đại.
- Quãng âm cao rộng, mạnh mẽ.

## Mức độ phổ biến
Trong Chiến tranh Đông Dương và Chiến tranh Việt Nam, nhạc cách mạng được phổ biến rộng rãi ở miền Bắc, nhiều bài hát cũng được sáng tác và lưu truyền rộng rãi trong những vùng do Mặt trận Giải phóng miền Nam kiểm soát ở miền Nam. Từ năm 1975, với chiến thắng của Việt Nam Dân chủ Cộng hòa, nhạc cách mạng càng được phổ biến rộng rãi hơn trên phạm vi cả nước. Sau thời kỳ Đổi mới, dòng nhạc này bị cạnh tranh bởi các dòng nhạc khác như nhạc tiền chiến, nhạc vàng, nhạc xanh, nhạc hải ngoại, nhạc nước ngoài, nhạc trẻ...